# Partido Trabalhista (Ilhas Salomão)
O Partido Trabalhista é um partido político das Ilhas Salomão fundado em 1988 pelo Conselho dos Sindicatos. Joses Tuhanuku passou a liderar o Partido Trabalhista, enquanto Bartholomew Ulufa'alu fundou o Partido Liberal.
O partido participou de dois governos: em 1993–94 com Francis Billy Hilly e em 1997–2000 com Bartholomew Ulufa'alu.
| Ano  | N.º de parlamentares (50 no total) |
| ---- | ---------------------------------- |
| 1989 | 2                                  |
| 1993 | 4                                  |
| 1997 | 3                                  |
| 2001 | 1                                  |

Nas eleições legislativas de 5 de dezembro de 2001, o Partido Trabalhista obteve apenas um assento no Parlamento Nacional de 50 parlamentares. O único parlamentar foi Joses Tuhanuku, eleito na zona eleitoral de Rennell/Bellona. Nas últimas eleições legislativas de 5 de abril de 2006, o partido não obteve assentos no Parlamento.